# World Series of Poker Asia Pacific 2014
Le World Series of Poker Asia Pacific 2014 sono state la seconda edizione della manifestazione. Si sono svolte dal 2 al 18 ottobre presso il Crown Casino di Melbourne in Australia e sono stati assegnati 10 braccialetti delle World Series of Poker.

## Eventi
| N. | Evento                                 | Iscritti | Vincitore          | Premio (A$) | Ultimo giocatore eliminato |
| -- | -------------------------------------- | -------- | ------------------ | ----------- | -------------------------- |
| 1  | A$ 1.100 No-Limit Hold'em Accumulator  | 611      | Luke Brabin        | A$ 131.365  | Didier Guerin              |
| 2  | A$ 2.200 No-Limit Hold'em              | 215      | Junzhong Loo       | A$ 107.500  | Aik Chuan Nee              |
| 3  | A$ 1.650 Pot-Limit Omaha               | 123      | Jeff Lisandro      | A$ 51.660   | Jason Gray                 |
| 4  | A$ 1.650 No-Limit Hold'em Terminator   | 250      | Scott Calcagno     | A$ 67.245   | Nelson Maccini             |
| 5  | A$ 5.000 Pot-Limit Omaha               | 80       | Sam Higgs          | A$ 127.843  | Mike Watson                |
| 6  | A$ 1.650 Dealers Choice-8 Game Mixed   | 89       | Rory Young         | A$ 42.720   | Sam Khouiss                |
| 7  | A$ 2.200 6 Handed No-Limit Hold'em     | 243      | Alexander Antonios | A$ 128.784  | Michael Tran               |
| 8  | A$ 5.000 8 Game Mix                    | 48       | George Danzer      | A$ 84.600   | Scott Clements             |
| 9  | A$ 10.000 Main Event Championship      | 329      | Scott Davies       | A$ 850.136  | Jack Salter                |
| 10 | A$ 25.000 High Roller No-Limit Hold'em | 68       | Mike Leah          | A$ 600.000  | David Yan                  |